# كريستينا فوجل
كريستينا فوجل (بالألمانية: Kristina Vogel)‏ مواليد 10 نوفمبر 1990 في قيرغيزستان، بيشكك، هي دراجة ألمانية. شاركت في دورة الألعاب الأولمبية الصيفية وفاز بميدالية أولمبية.

## الميداليات
| الميدالية | المسابقة                       |
| --------- | ------------------------------ |
| ذهبية     | الألعاب الأولمبية الصيفية 2012 |

## وصلات خارجية
- الموقع الرسمي

## روابط خارجية
- كريستينا فوجل على موقع الاتحاد الدولي للدراجات (الإنجليزية)
- كريستينا فوجل على موقع أرشيف الدراجات (الإنجليزية)
- كريستينا فوجل على موقع CycleBase (الإنجليزية)
- كريستينا فوجل على موقع اللجنة الأولمبية الدولية (الإنجليزية)
- كريستينا فوجل على موقع أوليمبيديا (الإنجليزية)
- كريستينا فوجل على موقع اللجنة الأولمبية الألمانية (الألمانية)